# Claoxylon velutinum
Claoxylon velutinum är en törelväxtart som beskrevs av Johannes Jacobus Smith. Claoxylon velutinum ingår i släktet Claoxylon och familjen törelväxter. Inga underarter finns listade i Catalogue of Life.